# 5203 Center Boulevard
5203 Center Boulevard ist ein gemischt genutzter Wolkenkratzer im Stadtbezirk Queens in New York City, Vereinigte Staaten. Der Wohnturm ist eines der beiden Hochhäuser des Wohnbauprojekts 52-03-41 Center Boulevard des Immobilienentwicklungsunternehmens TF Cornerstone, das neben den Wohngebäuden noch einen öffentlichen Park, ein Gemeindezentrum und eine K–8-school 1 für 572 Schüler umfasst.

## Beschreibung

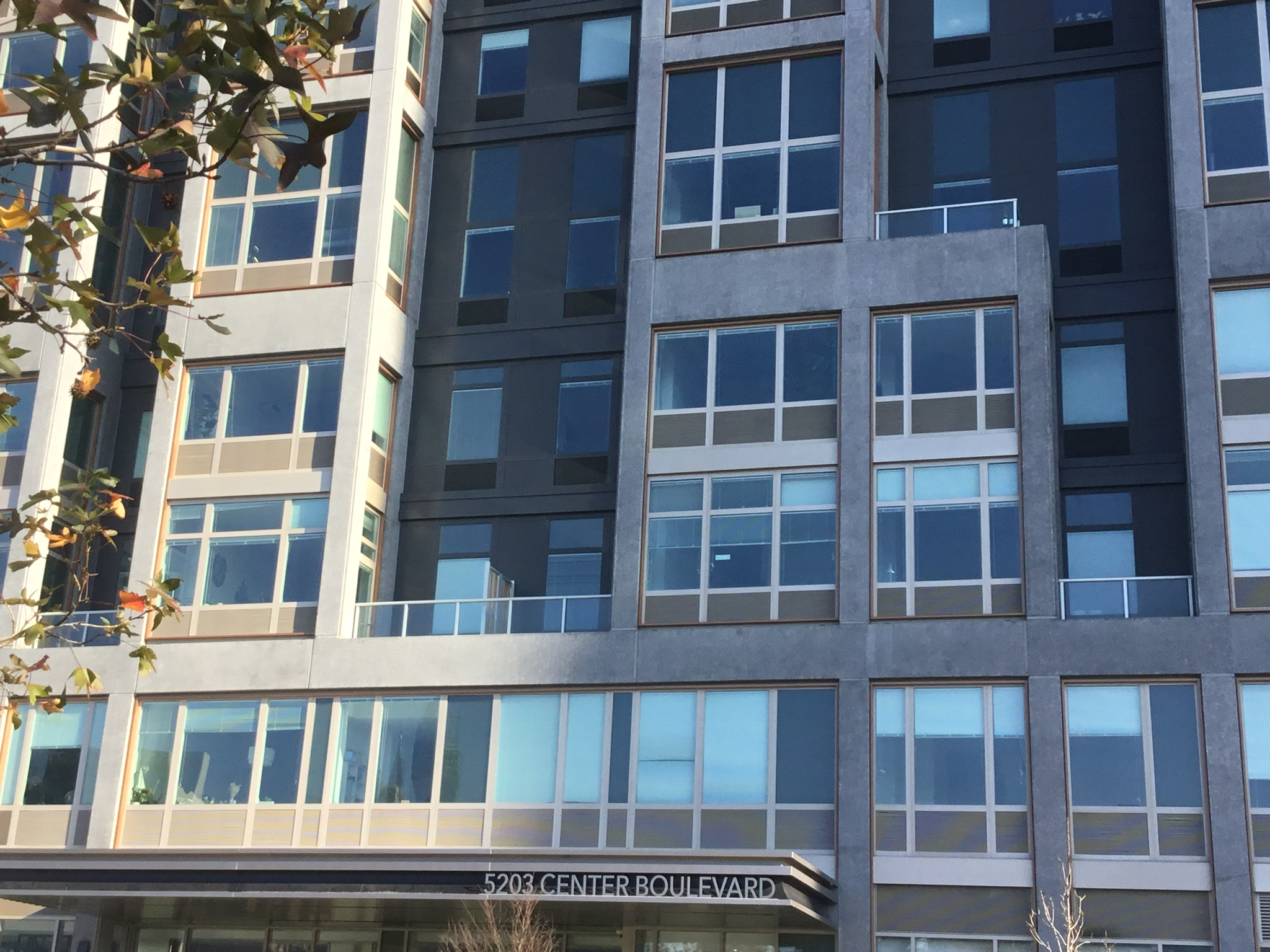
Basis am Center Boulevard mit Gebäudename über dem Eingang

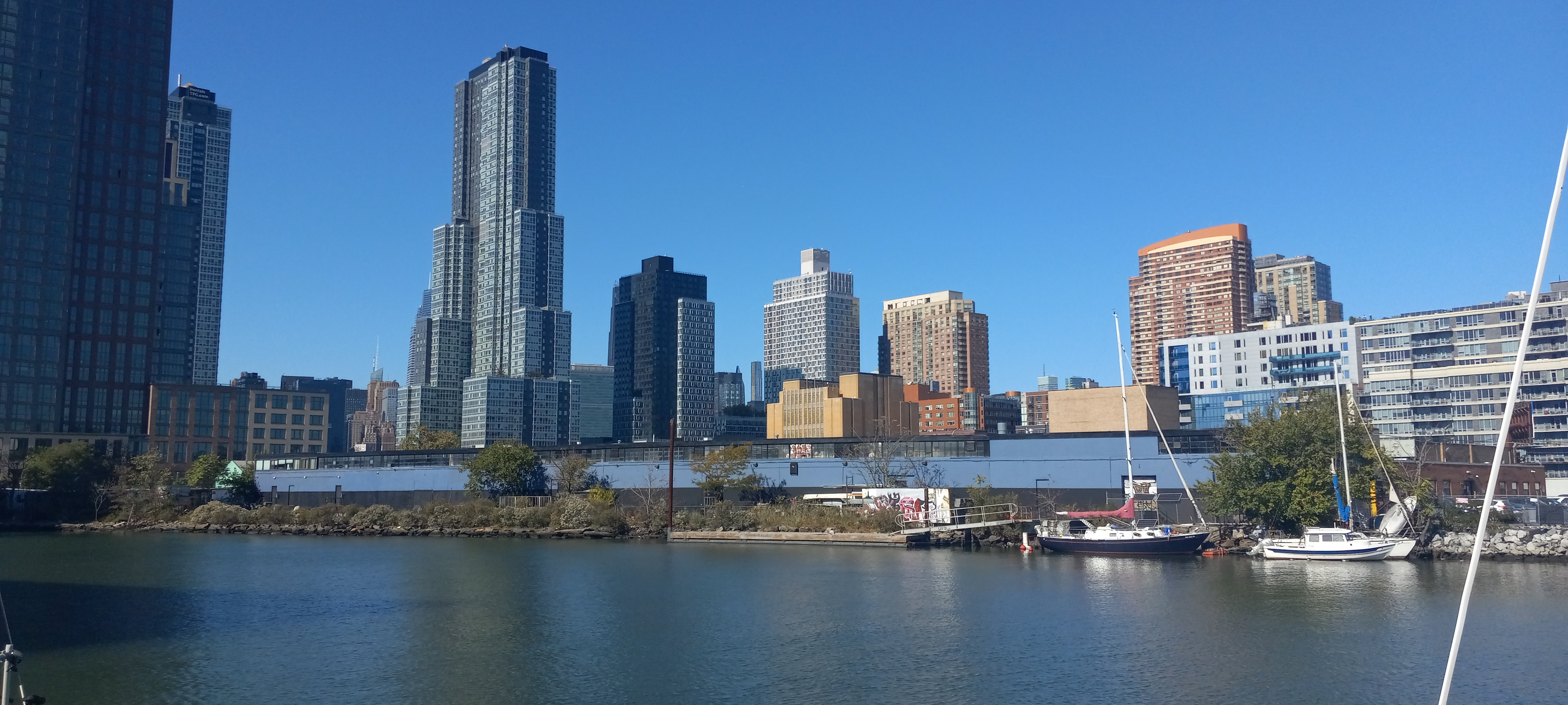
Blick von Südosten über den Newtown Creek am 18. Oktober 2024 (links)

Der nach seiner Adresse benannte Wolkenkratzer 5203 Center Boulevard befindet sich an der Waterfront Hunters Point South im Stadtteil Long Island City an der Meerenge East River. Etwa 70 Meter südlich steht das zweite Hochhaus des Projekts, der 145 m hohe 5241 Center Boulevard. Beide Wohntürme, getrennt durch eine neu angelegte gemeinsame Parkanlage, nehmen einen Stadtblock ein, der von dem Center Boulevard im Westen, der Borden Avenue im Norden, der 2nd Street im Osten und der 54th Avenue im Süden begrenzt ist. Direkt vor dem 5203 Center Boulevard liegt der Hunter's Point South Park mit seiner Uferpromenade und einem Fährterminal der NYC Ferry.
5203 Center Boulevard wurde mit der Projektbezeichnung Hunter's Point South Phase 2 Tower A von dem Architekturbüro ODA Architecture entworfen und unter der Leitung der SLCE Architects ausgeführt. Das Bauwerk erreicht eine Höhe von 178,9 Meter (587 Fuß) und besitzt 56 Stockwerke. Damit ist er mit Stand Februar 2025 das achthöchste Gebäude in Queens und das höchste an deren Waterfront. Die 2019 begonnenen Bauarbeiten wurden im Jahr 2022 abgeschlossen. Bauherr ist das Immobilienunternehmen TF Cornerstone. Das Gebäude verfügt über ein geschlossenes architektonisches Design mit zahlreichen Rücksprüngen und einer Mischung aus großen Fenstern, dunklen Verkleidungen und eine Reihe von hervorstehenden Gesimsen. Der Wohnturm beherbergt 800 Mietwohnungen, darunter 534 mit Mietminderung, davon wiederum 100 Seniorenwohnungen für Einwohner ab 62 Jahre. Den Bewohnern stehen unter anderem ein Fitnessstudio mit Yoga-Studio, ein Co-Working-Space, eine Lounge, ein Partyraum, ein Kinderspielzimmer und eine Dachterrasse mit Grills und Sonnendeck zur Verfügung. Hinzu kommen ein Parkhaus mit 150 Plätzen sowie Einzelhandel und Gastronomie im Erdgeschoss.